# Dirinaria picta
Dirinaria picta är en lavart som först beskrevs av Olof Swartz, och fick sitt nu gällande namn av Schaer. ex Clem. 1931. Dirinaria picta ingår i släktet Dirinaria och familjen Caliciaceae.   Inga underarter finns listade i Catalogue of Life.